# Intermetallisk förening

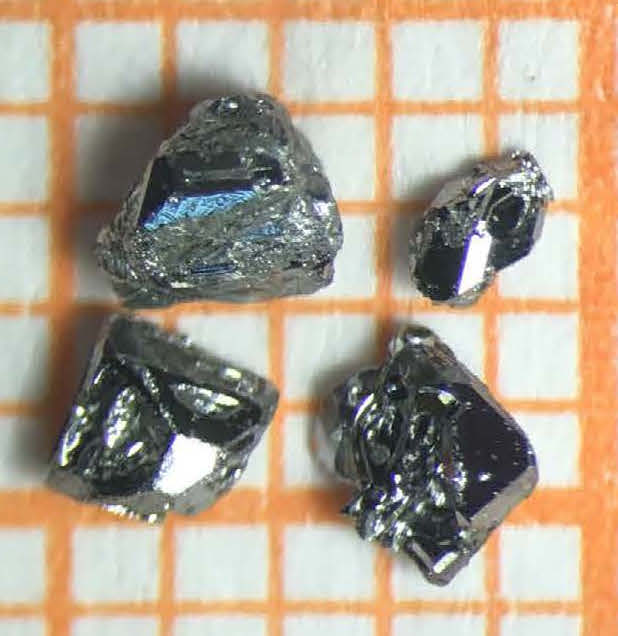
Cr_{11}Ge_{19}

En intermetallisk förening är en särskild form av förening i fast form mellan två eller flera metaller som inte styrs av vanliga regler för bindning och valens. Den har en kristallstruktur som skiljer den från den hos de rena metallerna. Skillnad i elektronegativitet mellan två metaller, som reagerar på varandra, gör att den mest elektronegativa metallen agerar katjon, och att det uppstår något som liknar en valensbindning. 
En intermetallisk förening är en typ föreningar som ligger mellan legeringar och jonföreningar, till exempel Zintl-faser (efter den tyske kemisten Eduard Zintl (1898–1941)).
Intermetalliska föreningar kan till exempel förekomma mellan guld och olika metaller som järn, indium, gallium och aluminium. Starka kovalenta bindningar ersätter den metallisk bindning, som finns i en legering och ger en kristallstruktur som bland annat medför förändringar av absorption och återemission av ljus förändras. Därmed förändras färgen på föremålet.